# Gabriel da Silva Dias
Gabriel da Silva Dias, mais conhecido como Gabriel, (Pelotas, 17 de novembro de 1980), é um jogador brasileiro de futsal. Atualmente, joga pelo Barcelona, da Espanha.

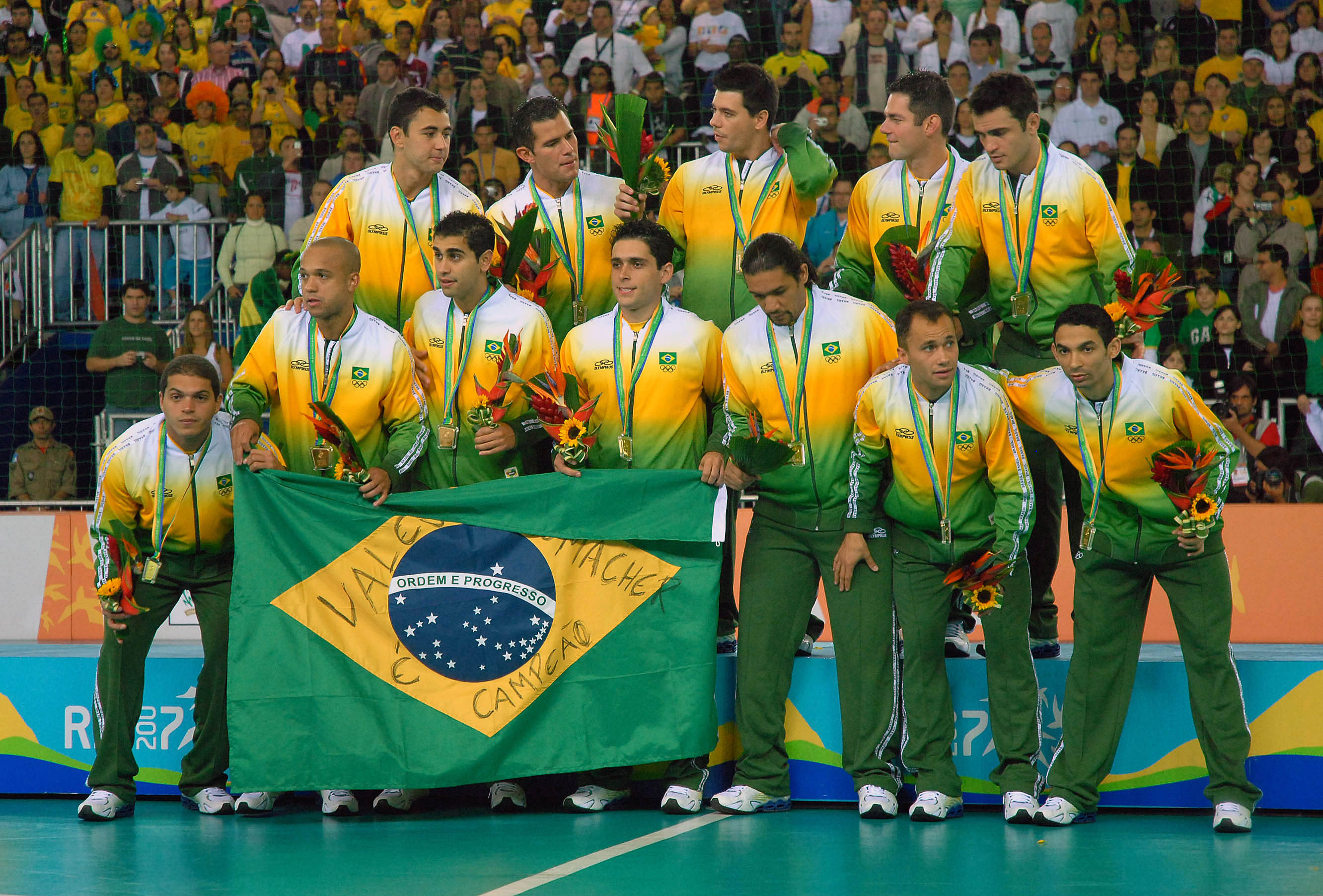
Equipe de Futsal do Brasil de 2007

## Títulos
Seleção Brasileira
- 2012: FIFA Futsal World Cup - Thailand
- 2009: Grand Prix
- 2008: FIFA Futsal World Cup - Brasil
- 2008: Campeonato Sulamericano
- 2007: Campeão dos Jogos Panamericanos
- 2006:Campeonato Sulamericano
- 2003:Campeão da Conmebol
- 2002:Campeão da Conmebol

FC Barcelona Alusport
- 2014: Copa del Rey
- 2014: Uefa Futsal Cup
- 2013/2014: Copa Catalunya
- 2012/2013: Liga LNFS
- 2013: Copa del Rey
- 2012/2013: Copa de España
- 2011/2012: Liga LNFS
- 2012: Copa del Rey
- 2012: Uefa Futsal Cup
- 2011/2012:Copa de España

Interviu Movistar
- 2011: Copa Intercontinental de Futsal
- 2009: UEFA Futsal Cup
- 2008/09: Copa de España
- 2008/09: Supercopa
- 2008: Copa Intercontinental de Futsal
- 2008: Recopa de Europa
- 2007/08: Liga LNFS
- 2007/08:Supercopa
- 2007: Copa Intercontinental
- 2006/07: Copa de España
- 2006: Copa Intercontinental
- 2006: UEFA Futsal Cup
- 2005/06: Supercopa
- 2005/06: Copa Ibérica
- 2005: Copa Intercontinental
- 2004/05: Liga LNFS
- 2004: Copa Intercontinental